# Józef Chłopicki
Józef Grzegorz Chłopicki (Kapustyn, 14 marzo 1771 – Cracovia, 30 settembre 1854) è stato un generale polacco coinvolto nelle battaglie in Europa nell'epoca napoleonica.
Nacque a Kapustyn, in Volinia, e studiò alla scuola dei basiliani a Szarogrod, dal cui scappò nel 1785 per arruolarsi come volontario nell'esercito polacco. Chłopicki entrò nell'esercito nel 1795 e combatté sotto Tadeusz Kościuszko nell'insurrezione del 1794. Varsavia fu ceduta alla Russia l'8 novembre 1794 e in seguito Chłopicki si recò in Francia e si unì all'esercito della Repubblica Cisalpina sotto il generale Jan Henryk Dąbrowski. In Francia è conosciuto come Grégoire Joseph Clopicki de Necznia.
Fu presente a tutte le battaglie combattute dal 1792 al 1794 durante la guerra con la Russia, distinguendosi specialmente alla battaglia di Racławice, in cui era aiutante del generale Franciszek Rymkiewicz. Al momento della formazione della legione italiana, si unì al secondo battaglione come maggiore e fu lodato pubblicamente dal generale Oudinot per il suo valore straordinario nell'assalto di Peschiera. Si distinse anche nelle battaglie di Modena, Busano, Casablanca e Ponto.
Nel 1807 comandò il primo reggimento della Vistola e si distinse in brillanti azioni nelle battaglie di Eylau e Friedland. In Spagna ottenne la Legion d'Onore e il rango di barone imperiale francese per l'eroismo dimostrato nella battaglia di Epila e nell'assalto a Saragozza; nel 1809 fu promosso a generale di brigata.

Stemma di Nieczuja

Fu coinvolto in battaglie dal 1806 al 1812, tra cui la campagna di Spagna dal 1808 al 1811. Nel 1812 seguì Napoleone in Russia, dove combatté a Smolensk e sulla Moscova. Presso Smolensk fu ferito gravemente, e al momento della ricostruzione dell'esercito polacco nel 1813 fu nominato generale di divisione.
Al suo ritorno in Polonia nel 1814, lo zar Alessandro I lo nominò generale del nuovo esercito polacco con il grado di generale ufficiale, ma l'insulto personale del Granduca di Russia lo spinse a ritirarsi a vita privata.
Rimase inizialmente distante dalla rivolta di novembre del 1830-1831, ma su richiesta generale dei suoi compatrioti, accettò la dittatura il 5 dicembre 1830. Tuttavia, vide la mancanza di spirito nell'insurrezione e si dimise il 17 gennaio 1831; in seguito, tuttavia, si arruolò nell'esercito come soldato semplice e combatté in alcune battaglie.
Nella prima battaglia di Wawer (19 febbraio) e alla battaglia di Olszynka Grochowska (20 febbraio) mostrò la sua vecchia forza, ma fu gravemente ferito in quest'ultima battaglia e dovette pertanto essere condotto a Cracovia, dove visse in completo ritiro fino alla morte, avvenuta nel 1854.